# 徐汧
徐汧（？—1645年），字九一，號勿齋，南直隸蘇州府長洲縣人，明朝、南明政治人物。

## 生平
少時孤貧，與同里楊廷樞相友善。復社同仁周順昌被捕，徐汧以妻子的簪珥二十金贈之，周順昌歎曰：“國家養士三百年，如徐生，真歲寒松柏也”。徐汧雅好交遊，蓄聲伎，王稼是其家優。天啓七年（1627年）舉丁卯科應天鄉試，崇禎元年（1628年）聯捷戊辰科進士，改翰林院庶吉士，授檢討，遷右春坊右諭德、右庶子，升侍讀學士，充經筵講官。南明時，官至少詹事，上陳時政七事。後被安遠侯柳祚昌彈劾。清順治二年、南明弘光元年（1645年），南京、蘇州、常熟相繼被清軍攻佔，徐汧慨然歎息，告誡其子徐枋說：“吾不可以不死，若長為農夫以沒世可也”。說完整理衣冠，北向稽首，投虎丘新塘橋下死。郡人赴哭者數千人，有一藍衫老人隨之死。諡文靖，清朝改諡忠節。

## 延伸阅读
[在维基数据编辑]
 《明史卷二百六十七》，出自《明史》
 在维基共享资源阅览影像